# Penicilaria
Ordre
Les Penicillaria forment un ordre de cnidaires anthozoaires.

## Liste des familles
Selon World Register of Marine Species (12 janvier 2023) :
- Arachnactidae McMurrich, 1910

## Systématique
Le nom valide complet (avec auteur) de ce taxon est Penicillaria den Hartog, 1977.

## Publication originale
- Hartog J.C. den, 1977. 	Descriptions of two new Ceriantharia from the Caribbean region, Pachycerianthus curacaoensis n. sp. and Arachnanthus nocturnus n. sp., with a discussion of the cnidom and of the classification of the Ceriantharia. 	Zoologische Mededelingen 51 (14): 211-242 lire